# Daniel Pereira
Pour les articles homonymes, voir Pereira.
Daniel Pereira, né le 14 juillet 2000 à Caracas au Venezuela, est un footballeur international vénézuélien qui évolue au poste de milieu central à l'Austin FC.

## Biographie

### En club
Né à Caracas au Venezuela, Daniel Pereira rejoint les États-Unis à l'âge de quinze ans. Il joue pour le Virginia Blue Ridge Star, puis au niveau universitaire au Virginia Tech Hokies.
Le 21 janvier 2021, Daniel Pereira est recruté par le Austin FC club de Major League Soccer,. Il est le premier joueur issu des Hokies de Virginia Tech et le premier Vénézuélien à être premier choix de la MLS SuperDraft.
Il joue son premier match en professionnel le 18 avril 2021, face au Los Angeles FC, en MLS. Il est titularisé et son équipe est battue par deux buts à zéro.
Le 30 avril 2022, Pereira inscrit son premier but, à l'occasion d'une rencontre de MLS face au Dynamo de Houston. Titulaire, il marque le but égalisateur et contribue à la victoire de son équipe par deux buts à un,.

### En sélection
Daniel Pereira est convoqué pour la première fois avec l'équipe nationale du Venezuela en juin 2023 par le sélectionneur Fernando Batista. Il honore sa première sélection lors de ce rassemblement, le 16 juin 2023 contre la Honduras. Il entre en jeu à la place de Yangel Herrera et son équipe s'impose par un but à zéro.

## Statistiques

### En sélection nationale
| Saison                | Sélection             | Phases finales        | Phases finales | Phases finales | Phases finales | Éliminatoires CDM | Éliminatoires CDM | Éliminatoires CDM | Matchs amicaux | Matchs amicaux | Matchs amicaux | Total | Total | Total |
| Saison                | Sélection             | Compétition           | M              | B              | Pd             | M                 | B                 | Pd                | M              | B              | Pd             | M     | B     | Pd    |
| --------------------- | --------------------- | --------------------- | -------------- | -------------- | -------------- | ----------------- | ----------------- | ----------------- | -------------- | -------------- | -------------- | ----- | ----- | ----- |
| 2022-2023             | Venezuela             | -                     | -              | -              | -              | -                 | -                 | -                 | 2              | 0              | 0              | 2     | 0     | 0     |
| 2023-2024             | Venezuela             | Copa América 2024     | 0              | 0              | 0              | -                 | -                 | -                 | 2              | 0              | 0              | 2     | 0     | 0     |
| 2024-2025             | Venezuela             | -                     | -              | -              | -              | 1                 | 0                 | 0                 | -              | -              | -              | 1     | 0     | 0     |
| Total sur la carrière | Total sur la carrière | Total sur la carrière | 0              | 0              | 0              | 1                 | 0                 | 0                 | 4              | 0              | 0              | 5     | 0     | 0     |